# Edoeard Rossel

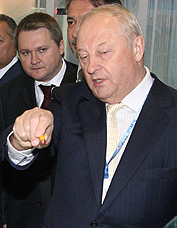
Eduard Rossel (2008)

Edoeard Ergartovitsj Rossel of Rössel (Russisch: Эдуард Эргартович Россель)  (Bor (oblast Nizjni Novgorod), 8 oktober 1937) is een Russisch politicus. Hij was van 1995 tot en met 2009 de eerste gouverneur van de Russische oblast Sverdlovsk in de Oeral en is sindsdien senator voor zijn oblast in de Federatieraad van Rusland. Hij had eerder een slechte relatie met president Vladimir Poetin en is een van de bekendste regionale leiders van Rusland.

## Levensloop
Rossel werd geboren in de voormalige oblast Gorky (nu oblast Nizjni Novgorod) als mannelijke afstammeling uit een Nederduits kolonistengeslacht. Zijn ouders werden onderdrukt en zaten beide in een stalinistisch kamp. Van 1947 tot 1957 zat hij op de middelbare school in Oechta in Komi, toen een autonome socialistische sovjetrepubliek (ASSR). Van september 1957 tot juni 1962 studeerde hij aan het Sverdlovsk Instituut voor geologie en mijnbouw voor mijnbouwingenieur. In 1963 begon hij te werken bij het bedrijf TagilStroj. Hij studeerde af aan het Oeral Instituut voor polytechniek in april 1972 en behaalde daar ook zijn Master of Science in de Technische Wetenschappen. In oktober 1983 ging hij van TagilStroj naar het staatsconstructiebedrijf SredOeralStroj (tot 1988 bekend als GlavSredOeralStroj) als onderdirecteur. In 1990 werd hij daar directeur van.
Op 2 april werd hij verkozen tot voorzitter van het net opgerichte 'Sverdlovsk Regionaal uitvoeringscommitee' en op 21 november tot voorzitter van het 'Sverdlovsk Regionaal Commitee'.
In de zomer van 1991 werd hij verkozen tot voorzitter van de 'Vereniging voor economische samenwerking van de oblasten en republieken van de Oeral'. Op 16 oktober 1991 werd hij door de president van de RSFSR benoemd tot gouverneur van oblast Sverdlovsk. In hetzelfde jaar liet hij zijn andere twee benoemingen vallen om zich op zijn functie als gouverneur te kunnen richtten.
Het begin van de jaren 90 werd gekenmerkt door het uiteenvallen van de Sovjet-Unie, het ontstaan van nieuwe staten en het ontstaan van autonome republieken. Om deze autonome republieken binnen Rusland te houden werd aan deze gebieden in Rusland vaak meer autonomie toegekend als aan andere gebieden.
Rossel riep uit onvrede over deze 'ongelijke economische behandeling' op 1 juli 1993 de 'Oeralrepubliek' uit, nota bene in Boris Jeltsins eigen geboorteprovincie. Met de republiek wilde Rossel echter geen onafhankelijkheid van Rusland, maar een meer gelijke behandeling van oblasten en krajs ten opzichte van de autonome republieken. Hij wilde een groter deel van de gelden van het federale budget en zeggenschap over de eigen economie, zoals dit ook in sommige autonome republieken het geval is. Aan deze zogenaamde republiek deden vijf deelgebieden mee; de zogenaamde "vijf van de Oeral" (oblast Sverdlovsk, Koergan, Orenburg, Perm en Tsjeljabinsk). Jeltsin en de rest van de regering weigerden de 'republiek' te erkennen. Het effect van zijn daad was echter groot. Veel andere provincies en krajs zoals oblast Amoer en kraj Primorje volgden zijn voorbeeld en begonnen te morren over de voorgestelde wettelijke structuur voor de verschillende deelgebieden van Rusland van Jeltsin en riepen hun eigen zogenaamde republiek uit. Rossel was echter niet zomaar begonnen met dit idee. Zijn leiderschap over de economische samenwerkingsvereniging in 1991 was in de eerste plaats bedoeld om te zorgen voor financiële zekerheid en voor voldoende voedsel in een tijd waarin hierin veel problemen optraden en de federale overheid niet in staat was hier iets aan te doen. In het begin van de jaren 90 openden ook veel buitenlandse bedrijven kantoren in Jekaterinenburg (dat net opengesteld was als ex-gesloten stad). Rossel probeerde net als andere regionale leiders om de economische basis van zijn gebied te verbeteren. 
De regering van de Oeralrepubliek nam daarop een grondwet aan op 27 oktober 1993. Jeltsin zette hem in een reactie hierop 10 dagen later af op 9 november 1993 als gouverneur en ontbond de Doema van oblast Sverdlovsk en de Oeralrepubliek.
Vanaf november 1993 ging hij daarom weer verder als leider van de Vereniging voor economische samenwerking van de oblasten en republieken van de Oeral en werd tevens leider van de opvolger van de Oeral Republiek; de sociaal-politieke organisatie "Omvorming van de Oeral". Hij is nog steeds actief in deze organisatie, droomt nog steeds van zijn Oeral Republiek en haalt deze ook regelmatig aan in zijn toespraken. In april 1994 werd hij voorzitter van de Doema van oblast Sverdlovsk. Op 20 augustus 1995 werd hij als eerste gouverneur in Rusland verkozen door de bevolking en in januari 1996 wist hij een bilateraal verdrag te sluiten tussen Moskou en oblast Sverdlovsk. In 1999 en 2003 werd hij herverkozen.
Rossel had eerder een slechte relatie met zowel Poetin, de burgemeester van Jekaterinenburg als met Poetins afgevaardigde Pjotr Latysjev, de voorzitter van het federale district Oeral. Hij had in het verleden wel goede relaties met tegenstanders van het kremlin zoals oligarch Boris Berezovski.
In de pers wordt hij vaak omschreven als corrupt en eigenwijs. Eerder werd verwacht dat hij, mede door zijn regelmatige kritiek op het beleid van Poetin, na zijn huidige ambtstermijn in 2007 niet opnieuw zou worden aangesteld door Poetin. Poetin heeft namelijk in 2004 besloten om de gouverneurs voortaan zelf te benoemen om zo meer vat te krijgen op regionale leiders zoals Rossel, Murtaza Rachimov en Kirsan Iljoemzjinov. Rossel werd echter tegen eerdere verwachtingen in toch kandidaat gesteld voor de post door Poetin.
Hij werd eerder ook genoemd als eerste minister voor het te vormen kabinet van Ivan Ribkin; een kandidaat voor de Russische presidentsverkiezing van 2004, die zich later terug trok onder verdachte omstandigheden. In oktober 2005, na diverse politieke schandalen rond zijn persoon en omdat zijn kandidatuur in 2007 mede daardoor op de tocht stond, had hij een vertrouwelijk gesprek met Poetin (na zich kort ervoor aan te hebben gesloten bij de partij Verenigd Rusland) en wist zich te verzekeren van zijn steun voor een nieuwe aanstelling. In 2009 werd hij echter niet herbenoemd als gouverneur. In plaats daarvan mocht hij zitting nemen in de Federatieraad van Rusland.
Rossel is getrouwd met Aida Alexandrovna Rossel en heeft een dochter.

### Oeralmasj
Rossel wordt ook in verband gebracht met de 'Oeralmasj investeringsgroep', die hem steunde tijdens de verkiezingen van 2003. Deze investeringsgroep is de opvolger van de gelijknamige maffiagroep, die weer vernoemd is naar de grootste (zware industrie-)fabriek van Rusland en was betrokken bij een maffiaoorlog in het begin van de jaren 90 in Jekaterinenburg.

## Uitspraken
Rossel staat bekend om zijn uitspraken. Zo zei hij eens dat hij de Dollar buiten zijn regio wilde houden en lanceerde hij het initiatief om een regionale munt, de 'Oeral-franc' te introduceren.